# Paulding County (Ohio)
 For alternative betydninger, se Paulding County. (Se også artikler, som begynder med Paulding County)
Paulding County er et county i den amerikanske delstat Ohio. Amtet ligger nordvest i delstaten og grænser op imod Defiance County i nord, Putnam County i øst og mod Van Wert County i syd. Amtet grænser desuden op til delstaten Indiana i vest.
Paulding Countys totale areal er 1 077 km² hvoraf  km² er vand. I 2000 havde amtet 20 293 indbyggere.
Amtets administration ligger i byen Paulding.
Amtet blev grundlagt i 1820 og har fået sit navn efter John Paulding som deltog i den amerikanske uafhængighedskrig. 

## Demografi
Ifølge folketællingen fra 2000 boede der 20,293 personer i amtet. Der var 7,773 husstande med 5,689 familier. Befolkningstætheden var 19 personer pr. km². Befolkningens etniske sammensætning var som følger: 95.85% hvide, 0.96% afroamerikanere, 0.29% indianere, 0.15% asiater, 0,01% fra Stillehavsøerne, 1.41% af anden oprindelse og 1.33% fra to eller flere grupper. 
Der var 7,773 husstande, hvoraf 34.10% havde børn under 18 år boende. 60.90% var ægtepar, som boede sammen, 8.10% havde en enlig kvindelig forsøger som beboer, og 26.80% var ikke-familier. 23.00% af alle husstande bestod af enlige, og i 10.30% af tilfældene hvor en person boede alene var person 65 år eller ældre.
Gennemsnitsindkomsten for en husstand var $40,327 årligt, mens gennemsnitsindkomsten for en familie var på $45,481 årligt.